# Segestriidae
Los segéstridos (Segestriidae) son una familia de arañas araneomorfas haploginas (es decir, que carecen de órganos genitales femeninos endurecidos). Son arañas que viven en telarañas en forma de tubos, que colocan en grietas en muros, troncos o incluso debajo de piedras. La apertura del tubo tiene una ligera forma de embudo hecha con hilos no pegajosos. Cuando un insecto pisa alguno de estos hilos la araña sale de inmediato a cazar a su presa y llevársela a su guarida.
Los segéstridos pueden ser reconocidos por tener el tercer par de patas hacia adelante, una clara muestra de su adaptación a la vida en tubos. Además todos los segéstridos tienen seis ojos, a diferencia de la mayoría de las arañas que poseen ocho.
Estas arañas están distribuidas en casi todo el mundo. Los géneros Segestria y Ariadna se pueden encontrar en Norteamérica, Sudamérica, Eurasia, África y Nueva Zelanda, y algunas especies del género Ariadna se pueden encontrar en Australia. Por último el tercer género Gippsicola es un género monotípico endémico de Australia. 

## Géneros
- Ariadna Audouin, 1826 (84 especies; América, África, Asia, Australia)
- Gippsicola Hogg, 1900 (1 especies; Australia)
- Segestria Latreille, 1804 (20 especies; Paleártico, Américas, Nueva Zelanda, Asia Central)